# 巴特拉姆冰川
79°44′S 158°44′E / 79.733°S 158.733°E
巴特拉姆冰川（英語：Bartrum Glacier）是南極洲的冰川，位於奧次地的布朗山脈，流經鮑林格林高原和布蘭克峰，由威靈頓維多利亞大學探險隊命名。